# 江北大桥
江北大桥是中华人民共和国浙江省宁波市境内的一座跨姚江桥梁。桥梁为江北大道跨越姚江桥梁，桥梁全长2000米，桥梁宽度35.4米，建设时名为青林渡特大桥，建成后改现名。于1995年12月28日开工，1996年10月30日贯通，1996年12月30日随江北大道通车。